# Trichorhina papillosa
Trichorhina papillosa är en kräftdjursart som först beskrevs av Gustav Budde-Lund 1893.  Trichorhina papillosa ingår i släktet Trichorhina och familjen myrbogråsuggor. Inga underarter finns listade i Catalogue of Life.